# Вільняус Вітіс
«Вільняус Вітіс» (лит. Futbolo klubas „Vilniaus Vytis“) — колишній литовський футбольний клуб з Вільнюса.

## Хронологія назв
- 2004 – ЛіКС (Вільнюс)
- 2012 – «Таіп» (Вільнюс)
- 2016 – «Вільняус Вітіс» (Вільнюс)

## Історія
У 2012 році підприємець Бенас Ренатас Балтусіс заснував клуб «Таіп» (Вільнюс).  Цю назву клуб отримав через участь у його формуванні Артура Зуоко, з політичної партії ТАІП. На початку 2016 року Футбольний клуб ТАІП Вільнюс отримав ліцензію на участь у Першій лізі, тому керівництво клубу вирішило змінити його назву та колір форми, в якій гравці виступали гравці. З 2016 року команда виступає під назвою «Вільняус Вітіс» (Вільнюс). 6 вересня 2016 року було зафіксовано найрезультативніший рахунок сезону. «Вільняус Вітіс» на стадіоні ЛФФ з рахунком 10:0 розбили «Каунас».

## Досягнення
- Кубок Литви
  - 1/2 фіналу (1): 2017

- Перша ліга Литви
  -  Бронзовий призер (3): 2016, 2017, 2019

- Друга ліга Литви
  -  Чемпіон (3): 2013/14 (зона «Вільнюс»), 2014/15 (зона «Вільнюс»), 2015/16
  -  Бронзовий призер (1): 2012/13 (зона «Вільнюс»)

## Сезони
«Вільняус Вітіс»
| Сезон | Рівень | Ліга       | Місце | Примітки    |
| ----- | ------ | ---------- | ----- | ----------- |
| 2016  | 2.     | Перша ліга | 3.    | [ 2 ]       |
| 2017  | 2.     | Перша ліга | 3.    | [ 3 ]       |
| 2018  | 2.     | Перша ліга | 6.    | [ 4 ]       |
| 2019  | 2.     | Перша ліга | 3.    | [ 5 ] [ 6 ] |
| 2020  | 2.     | Перша ліга | 7.    | [ 7 ] [ 8 ] |

## Логотип та клубні кольори
У сезонах 2012-2015 років логотип клубу складався зі щита синього кольору, на якому знаходилися літери ТАІП. Гравці команди виступали в формі блакитного кольору.
З 2016 року назва клубу змінилася. Таіп було перейменовано у Вітіс (Вільнюс). Зазнав змін і клубний логотип. Тепер це був щит червоного кольору з вершиною, на якому вказувалася назва клубу. Ігрова форма також змінилася.

### Клубні кольори
Червоний, чорний і білий. Футболки в чорно-червоних або червоно-білих вертикальних смужках. Шорти червоного кольору.
| Червоний | Білий | Чорний |

### Ігрова форма
| Таіп у 2012-2014 роках | Домашня форма з 2016 року | Виїзна форма з 2016 року |

## Відомі гравці
- Тадас Гражюнас 2012-2016;
- Гедемінас Вічюс 2016
- Рамунас Радавічюс 2016
- Саулюс Клевінскас 2016
- Аудрюс Вейкутіс 2012, 2015